# 佐野康輔
佐野 康輔（さの こうすけ、1940年〈昭和15年〉12月23日 - 2017年〈平成29年〉2月26日）は、日本の政治家。第100代静岡県議会議長、第97代静岡県議会副議長、静岡県議会議員。県議会議員としての所属は自由民主党。

## 略歴・人物
大阪府豊能郡箕面町（現・箕面市）生まれ。1959年（昭和34年）、静岡県立静岡高等学校卒業。1963年（昭和38年）、早稲田大学政治経済学部卒業。三共（現・第一三共）勤務を経て、佐野嘉吉の秘書となる。
1987年（昭和62年）の静岡県議会議員選挙に静岡市選挙区から立候補して当選。以後、1991年（平成3年）、1995年（平成7年）の選挙で当選。1998年（平成10年）6月10日から1999年（平成11年）5月まで第97代静岡県議会副議長を務めた。2003年（平成15年）、旧静岡市選挙区から立候補して当選。2007年（平成19年）、静岡市駿河区選挙区から立候補して当選。同年5月から2008年（平成20年）5月まで第100代静岡県議会議長を務めた。病気のため、任期途中で辞職。30年に亘り学校法人中村学園後援会長を務めた。
2011年春の叙勲で旭日小綬章を受章。2017年没。死没日付で従五位。

## 家族
- 佐野嘉吉（父）[2]: 第60代静岡県議会議長・衆議院議員（3期）。
- 佐野理平（叔父）: サッカー選手。1936年ベルリンオリンピック日本代表。